# 北三條站
北三條站（日语：／ Kita-Sanjō eki */?）是位於新潟縣三條市元町，屬於東日本旅客鐵道（JR東日本）的彌彥線車站。

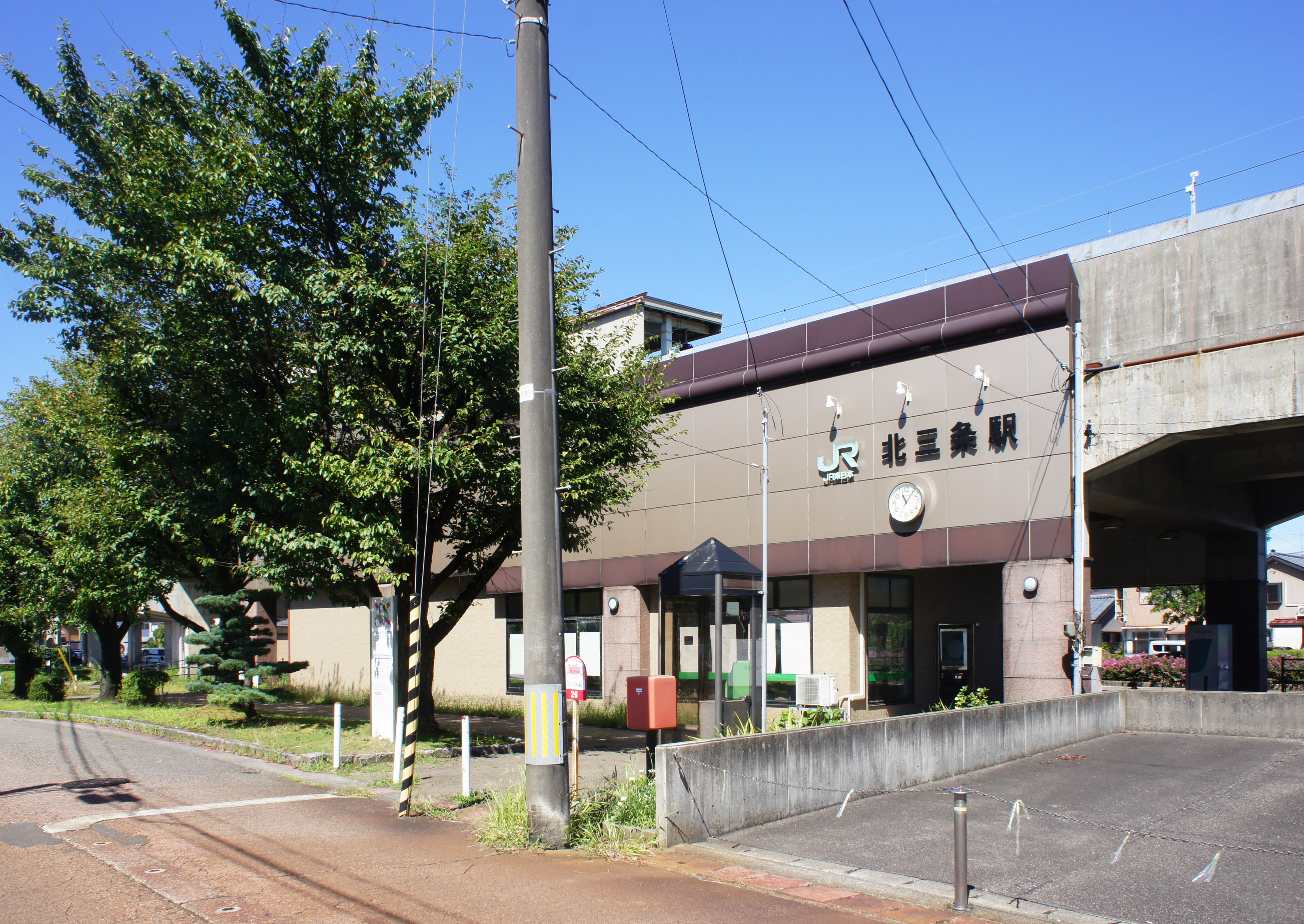
南口（2021年9月）

## 歷史
- 1925年（大正14年）4月10日：越後鐵道 燕至一之木戶（現時：：東三條）之間開通，此站啟用[1]。
- 1927年（昭和2年）10月1日：越後鐵道被國有化。成為官設鐵道車站。
- 1962年（昭和37年）：車站大樓翻新。
- 1969年（昭和44年）3月27日：結束貨物起卸業務。
- 1984年（昭和59年）4月8日：路線電氣化[1]。同時廢止列車交會設備[1]。
- 1987年（昭和62年）4月1日：伴隨國鐵分割民營化，車站由東日本旅客鐵道（JR東日本）營運[2]。
- 1996年（平成8年）9月15日：隨著彌彥線燕三條至東三條之間高架化，新車站大樓開始使用[1][3]。
- 2008年（平成20年）3月15日：此站開始可以使用IC卡「Suica」[4]。

## 車站構造

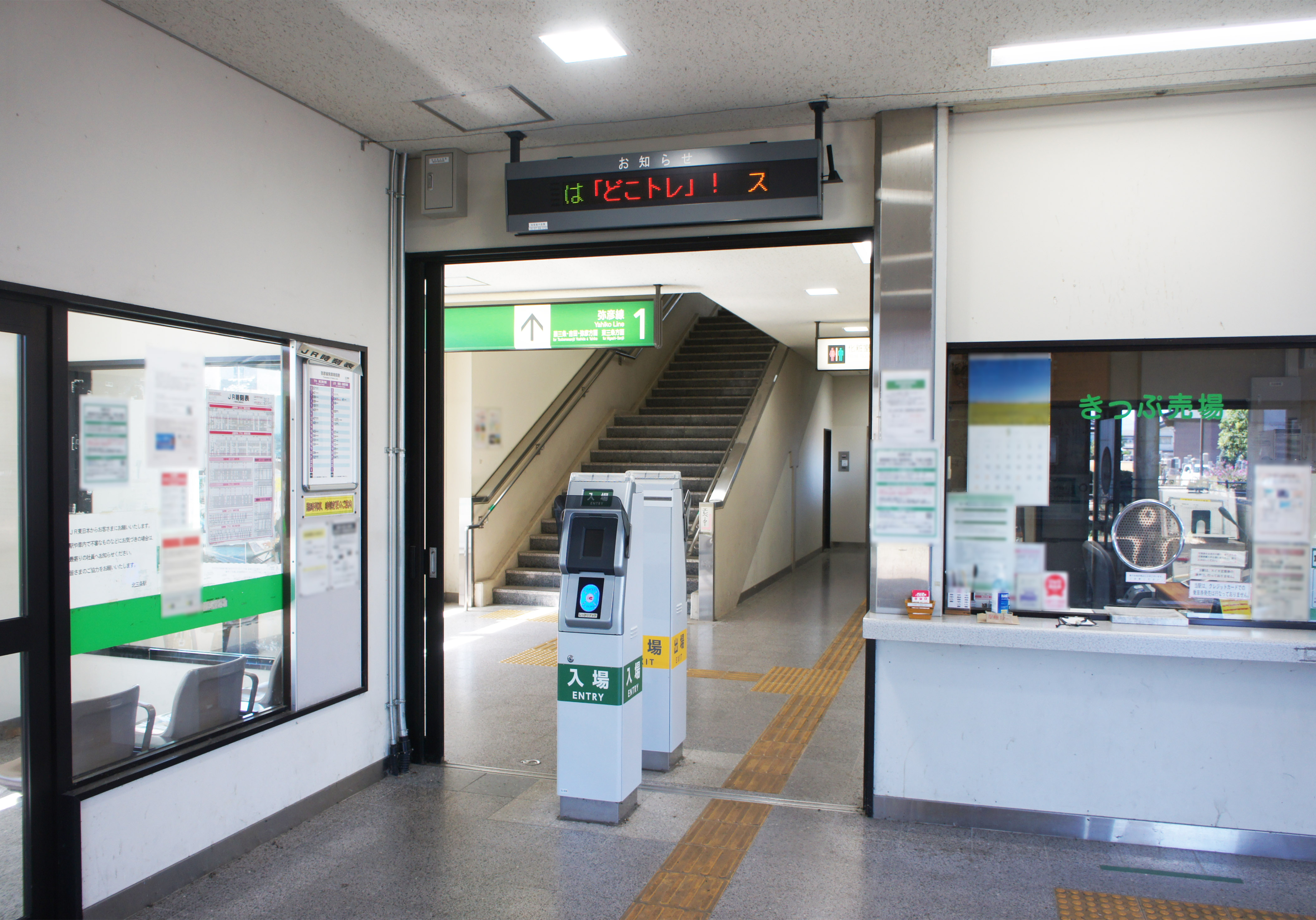
驗票口（2021年9月）

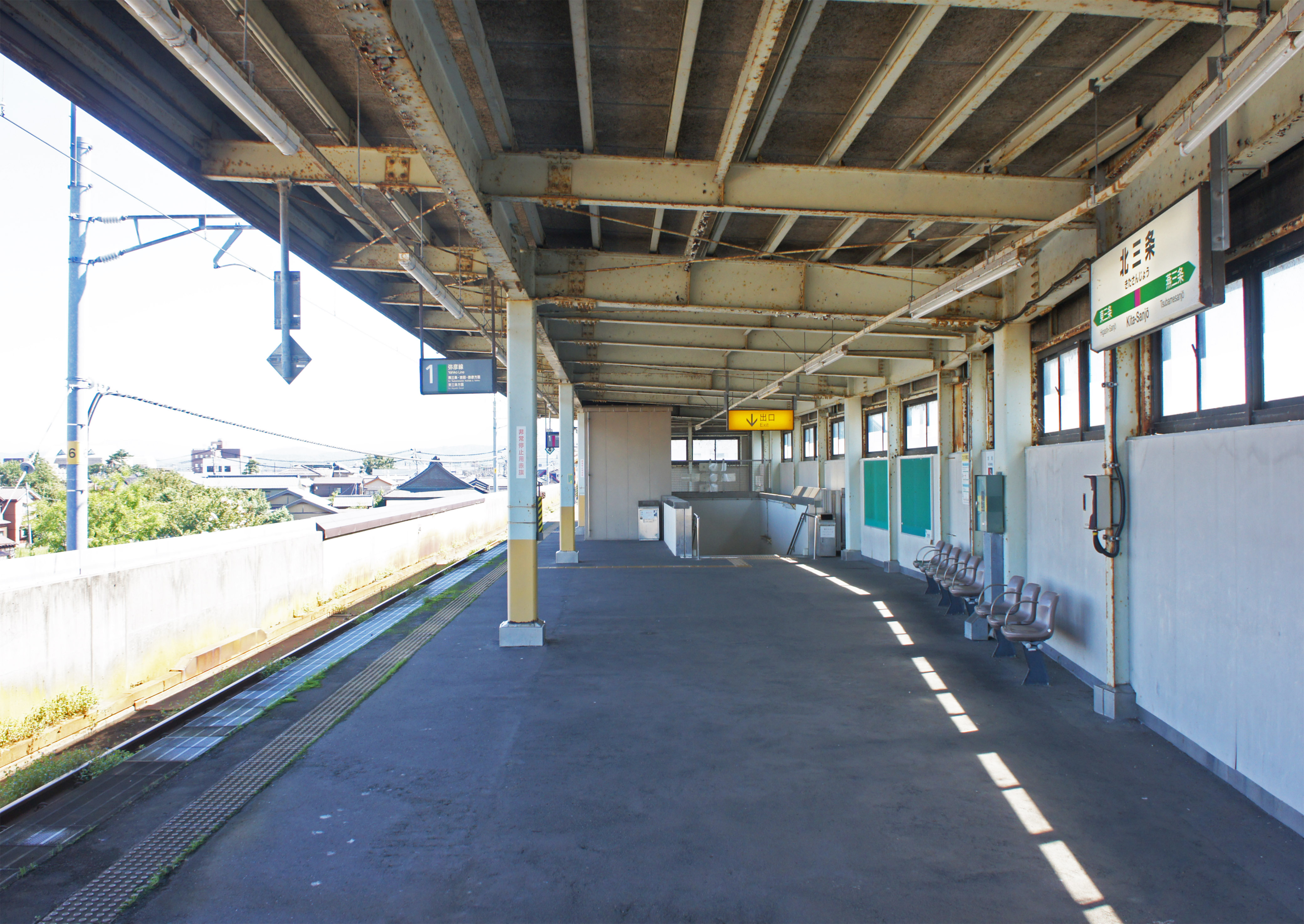
月台（2021年9月）

本站是高架車站，設有1面1線的單式月台。月台位於路軌南邊。此站是由燕三條站管理的業務委託車站，並委托JR新潟Business負責車站業務。1樓設有驗票口，並鄰接售票處（營業時間 7:20 - 17:20）。售票處沒有設置綠色窗口，只設置POS終端，可發售車票和自由席特急券（越後一日、兩日通票不可在此站購買）。此站也設有簡易Suica閘機（入閘和出閘用各1台）、自動售票機（1台輕觸式）、候車室、自動販賣機和廁所。站内設有無障礙設施，車站大廳和月台之間設有1座升降機。
此站在電氣化前設有2面3線的混合式月台（單式和島式月台），在高架化工程前則設有象徵性的三角形屋頂。

## 使用狀況
根據「JR東日本」的資料，在2019年度（令和元年度）1日平均乘車人次為360人。
以下列出近年乘車人次變化：
| 年度               | 1日平均 乘車人次 | 參考資料        |
| ------------------ | ---------------- | --------------- |
| 1981年（昭和56年） | 2,003            | [ 利用客数 2 ]  |
| 2000年（平成12年） | 654              | [ 利用客数 3 ]  |
| 2001年（平成13年） | 636              | [ 利用客数 4 ]  |
| 2002年（平成14年） | 605              | [ 利用客数 5 ]  |
| 2003年（平成15年） | 555              | [ 利用客数 6 ]  |
| 2004年（平成16年） | 550              | [ 利用客数 7 ]  |
| 2005年（平成17年） | 465              | [ 利用客数 8 ]  |
| 2006年（平成18年） | 444              | [ 利用客数 9 ]  |
| 2007年（平成19年） | 409              | [ 利用客数 10 ] |
| 2008年（平成20年） | 424              | [ 利用客数 11 ] |
| 2009年（平成21年） | 418              | [ 利用客数 12 ] |
| 2010年（平成22年） | 398              | [ 利用客数 13 ] |
| 2011年（平成23年） | 413              | [ 利用客数 14 ] |
| 2012年（平成24年） | 417              | [ 利用客数 15 ] |
| 2013年（平成25年） | 432              | [ 利用客数 16 ] |
| 2014年（平成26年） | 393              | [ 利用客数 17 ] |
| 2015年（平成27年） | 403              | [ 利用客数 18 ] |
| 2016年（平成28年） | 389              | [ 利用客数 19 ] |
| 2017年（平成29年） | 393              | [ 利用客数 20 ] |
| 2018年（平成30年） | 366              | [ 利用客数 21 ] |
| 2019年（令和元年） | 360              | [ 利用客数 1 ]  |

## 車站周邊

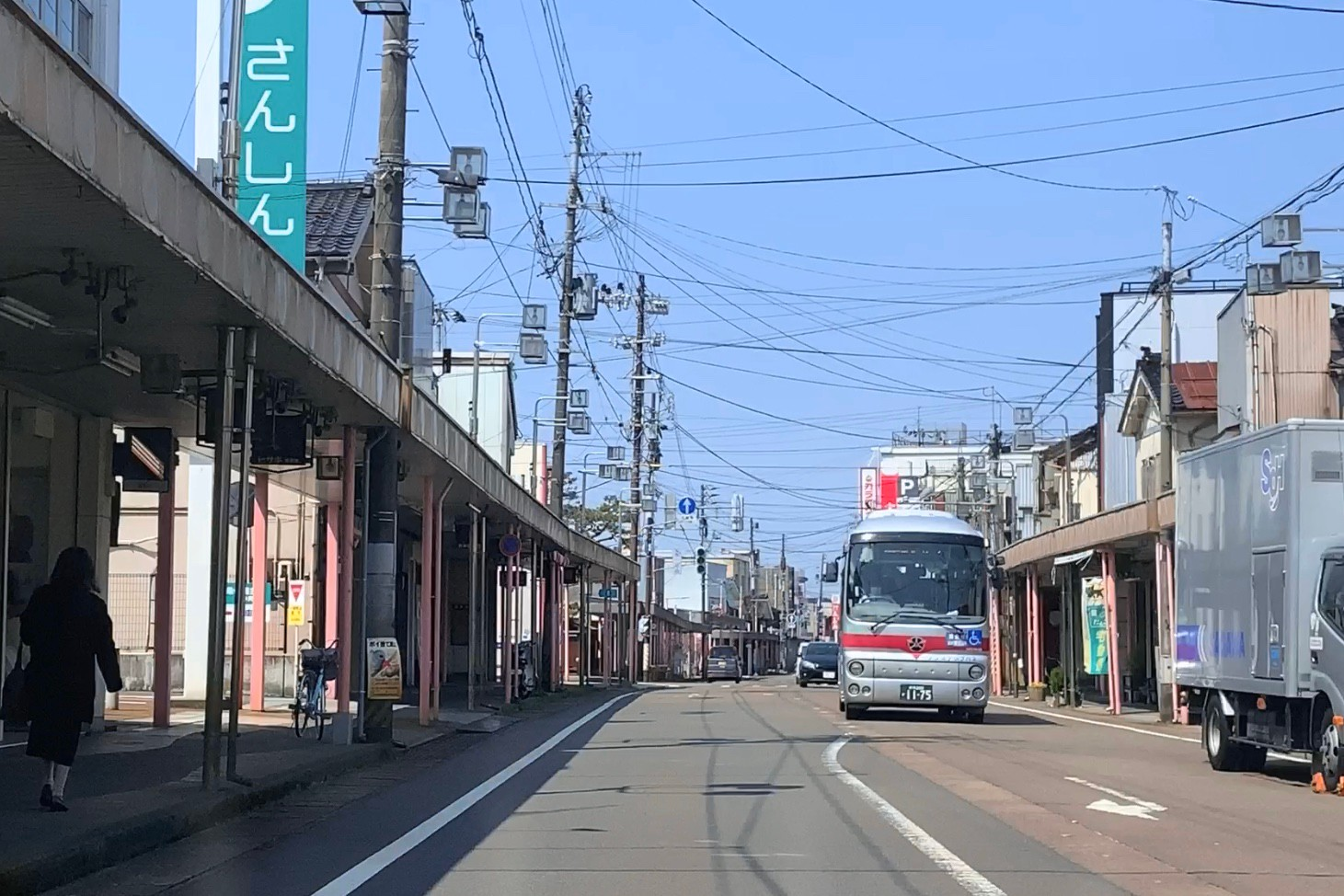
本町通。左後方曾經設有百貨公司、GMS的丸吉 (新潟縣)。（2020年4月）

車站南邊300米處為三條市古老市區。車站周邊設有三條八幡宮、三條別院等多間神社和寺廟。三條別院門前設有名為本寺小路的道路，該處為觀樂街。
南邊
- 三條市立圖書館（日语：三条市立図書館）（步行約1分鐘）
- 三條市歷史民俗產業資料館（日语：三条市歴史民俗産業資料館）（步行約1分鐘）[1]
- 緣側舞台（步行約1分鐘）
- 三條鍛冶道場（步行約2分鐘）

北邊
- 三條市政廳（步行約12分鐘）
- 三條郵局（日语：三条郵便局）（步行約8分鐘）
- 三條市體育文化會館（日语：三条市体育文化会館）（步行約10分鐘）
- AEON三條店（步行約15分鐘）

## 巴士路線

三條市周邊的巴士路線圖。高速巴士參見[https://commons.wikimedia.org/wiki/File:Linemap_of_Highway_Buses_in_Niigata_Prefecture.svg 別一幅圖

在高架橋下設有「北三條站」巴士站，停靠的巴士路線包括市內循環巴士「古魯托先生」。車站南邊設有「北三條站」巴士站，停靠的巴士路線包括需求交通「小百合姬」。詳情參見「三條市之公共交通 （页面存档备份，存于）（三條市）」。
另外在右圖中顯示三條市中心（本町）設有多條越後交通和新潟交通觀光巴士路線，也設有前往新潟方向的高速巴士。

## 相鄰車站
東日本旅客鐵道（JR東日本）
■彌彥線
燕三條－北三條－東三條

## 注腳

### 使用狀況
1. 1 2  . 東日本旅客鐵道.   [2020-07-18]. （原始内容存档于2020-07-14） （日语）.
2. ↑  新潟鐵道管理局數據。
3. ↑  . 東日本旅客鐵道.   [2019-04-04]. （原始内容存档于2019-04-02） （日语）.
4. ↑  . 東日本旅客鐵道.   [2019-04-04]. （原始内容存档于2019-02-22） （日语）.
5. ↑  . 東日本旅客鐵道.   [2019-04-04]. （原始内容存档于2019-04-02） （日语）.
6. ↑  . 東日本旅客鐵道.   [2019-04-04]. （原始内容存档于2019-03-27） （日语）.
7. ↑  . 東日本旅客鐵道.   [2019-04-04]. （原始内容存档于2019-02-23） （日语）.
8. ↑  . 東日本旅客鐵道.   [2019-04-04]. （原始内容存档于2019-04-02） （日语）.
9. ↑  . 東日本旅客鐵道.   [2019-04-04]. （原始内容存档于2019-04-02） （日语）.
10. ↑  . 東日本旅客鐵道.   [2019-04-04]. （原始内容存档于2019-04-02） （日语）.
11. ↑  . 東日本旅客鐵道.   [2019-04-04]. （原始内容存档于2019-02-22） （日语）.
12. ↑  . 東日本旅客鐵道.   [2019-04-04]. （原始内容存档于2019-04-02） （日语）.
13. ↑  . 東日本旅客鐵道.   [2019-04-04]. （原始内容存档于2019-04-02） （日语）.
14. ↑  . 東日本旅客鐵道.   [2019-04-04]. （原始内容存档于2019-04-02） （日语）.
15. ↑  . 東日本旅客鐵道.   [2019-04-04]. （原始内容存档于2019-04-02） （日语）.
16. ↑  . 東日本旅客鐵道.   [2019-04-04]. （原始内容存档于2017-02-08） （日语）.
17. ↑  . 東日本旅客鐵道.   [2019-04-04]. （原始内容存档于2019-04-02） （日语）.
18. ↑  . 東日本旅客鐵道.   [2019-04-04]. （原始内容存档于2019-03-23） （日语）.
19. ↑  . 東日本旅客鐵道.   [2019-04-04]. （原始内容存档于2019-03-27） （日语）.
20. ↑  . 東日本旅客鐵道.   [2019-04-04]. （原始内容存档于2019-03-25） （日语）.
21. ↑  . 東日本旅客鐵道.   [2019-07-24]. （原始内容存档于2019-07-05） （日语）.

## 外部連結
- 車站資訊（北三條）：東日本旅客鐵道（日語）